# 広島県道194号西高屋停車場線
広島県道194号西高屋停車場線（ひろしまけんどう194ごう にしたかやていしゃじょうせん）は、広島県東広島市を通る一般県道である。

## 概要
東広島市高屋町中島から東広島市高屋町杵原に至る。

### 路線データ
- 起点：東広島市高屋町中島（中島交差点（JR西日本山陽本線 西高屋駅前）、広島県道59号東広島本郷忠海線交点）
- 終点：東広島市高屋町杵原（杵原交差点、国道375号交点）
- 総延長：2.2 km

## 地理

### 通過する自治体
- 東広島市

### 交差する道路
| 交差する道路                 | 交差する場所 | 交差する場所      |
| ---------------------------- | ------------ | ----------------- |
| 広島県道59号東広島本郷忠海線 | 高屋町中島   | 中島交差点 / 起点 |
| 国道375号                    | 高屋町杵原   | 杵原交差点 / 終点 |

### 沿線
- JR西日本山陽本線 西高屋駅
- 東広島警察署 西高屋交番
- 広島銀行 高屋支店
- 東広島ニュータウン（高見が丘）
- イオン高屋ショッピングセンター
- 近畿大学工学部
- 近畿大学附属広島高等学校・中学校東広島校